# Concattedrale di Ruvo di Puglia
La concattedrale di Ruvo di Puglia, dedicata a Santa Maria Assunta, è uno dei più importanti esempi di romanico pugliese. Fu costruita tra il XII e il XIII secolo con varie modifiche successive. L'edificio si pone come la chiesa matrice e più importante di Ruvo ed è il fulcro del centro storico. È connessa al palazzo vescovile poiché è stata sede, fino al 1986, della diocesi di Ruvo.

## Storia
Ferdinando Ughelli nella sua Italia sacra riporta due diverse ipotesi riguardo alla costruzione della prima chiesa a Ruvo. Secondo alcuni infatti, il primo edificio religioso cristiano fu costruito al di sopra della cripta di San Cleto fuori dalle mura cittadine; secondo altri invece la prima chiesa fu eretta da San Cleto ed intitolata a San Pietro, costruita non troppo distante dall'odierno sito della Cattedrale. Tuttavia lo stesso Ughelli individua erroneamente nell'anno 1000 il momento di fondazione della chiesa matrice. Ettore Bernich invece ritiene che Ruvo, così come Bari e Conversano, abbia avuto ben tre cattedrali delle quali la prima fu la chiesa della Santissima Trinità, la seconda quella di San Giovanni Rotondo e infine l'attuale Cattedrale dell'Assunta.
Molto probabilmente fu deciso da Roberto II di Bassavilla, signore di Ruvo, assieme al vescovo Daniele di innalzare definitivamente una Cattedrale dopo che la città venne rasa al suolo dalle invasioni barbariche e dagli eventi bellici del XII secolo. I lavori si conclusero nel XIII secolo.

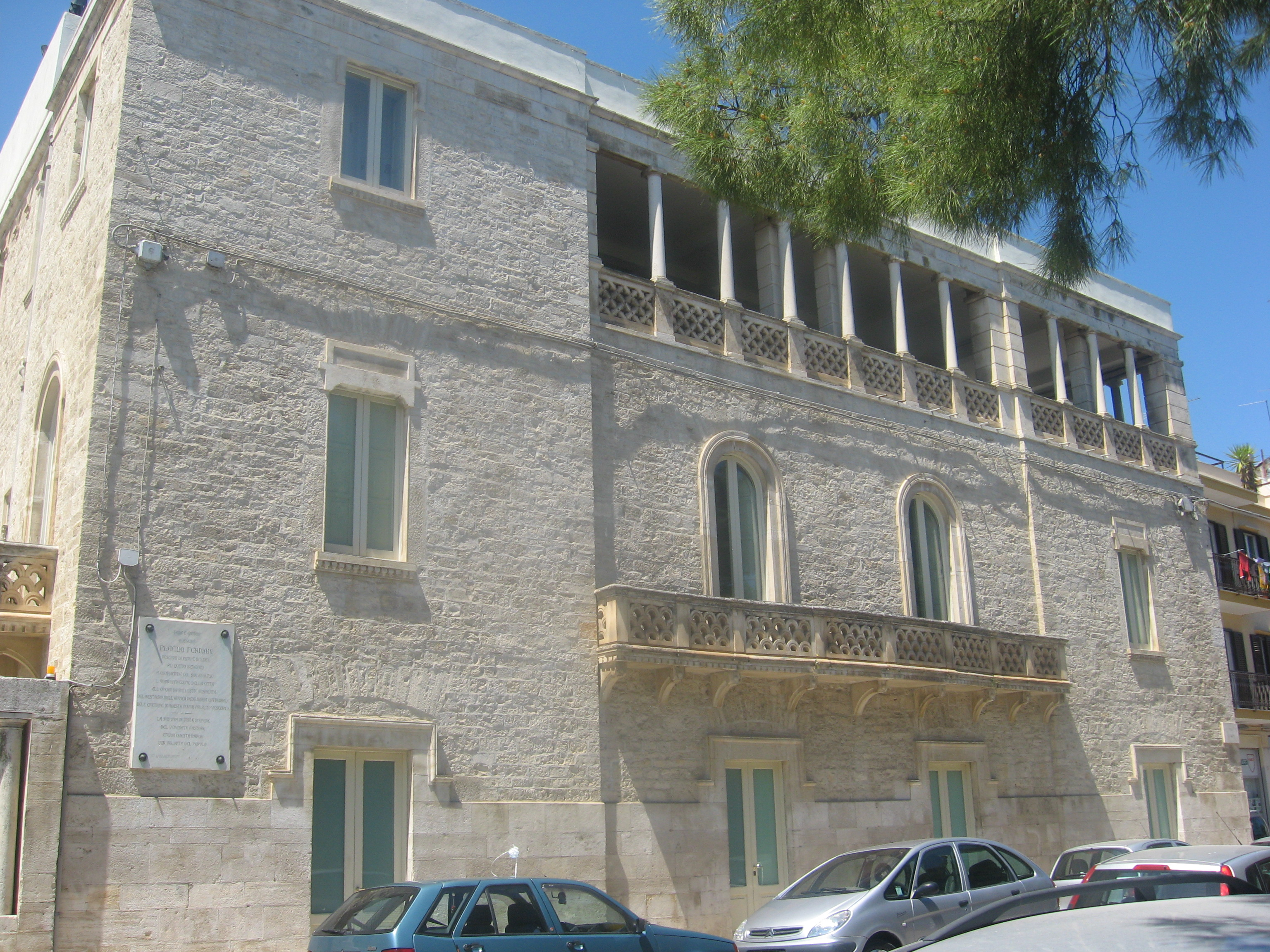
L'episcopio

In età moderna la Cattedrale subì vari cambiamenti tanto che, come emerge dalle relaziones ad limina del vescovo Gaspare Pasquali, nel 1589 poteva contare su dodici altari laterali poi divenuti quattordici. Nonostante i numerosi altari e l'esistenza della sacrestia e del connesso episcopio (si hanno notizie del palazzo vescovile solo dal 1452), la prima cappella attestata dalle fonti risale soltanto al 1640: essa era dedicata al culto del Santissimo Sacramento, del quale si occupava l'omonima confraternita fondata nel 1543 e ora non più esistente. A questa cappella se ne aggiunse una seconda consacrata al culto di San Biagio di Sebaste e delle sue reliquie, entrambe collocate sulla navata sinistra. Nel XVII secolo il clero entrò in continuo contrasto con la famiglia Carafa, la quale acquisì il feudo di Ruvo nel 1510 con il cardinale Oliviero Carafa. Sotto il dominio del Duca di Andria e Conte di Ruvo Ettore Carafa senior fu abbattuto l'altare maggiore per sostituirlo con il trono dello stesso Conte. Tuttavia nel 1697 fu costruito un nuovo altare mentre nel 1725 il vescovo Bartolomeo Gambadoro riedificò e ampliò il palazzo vescovile. Ancora nella prima metà del Settecento la Cattedrale fu soggetta a lavori di ampliamento: nel 1744 la facciata fu allungata di 2,40 metri per lato e sotto l'episcopato di Giulio De Turris la chiesa madre si dotò nel 1749 del controsoffitto ligneo decorato e di tre tele di Luca Alvese, inoltre presentava varie cappelle su entrambe le navate: sulla navata sinistra erano disposte le cappelle del coro di notte, del Crocifisso, di San Biagio, del Santissimo Sacramento e di San Lorenzo, mentre sulla destra furono edificate le cappelle dell'Addolorata, dei Santi Medici, della Madonna di Costantinopoli, di San Michele Arcangelo e della Madonna di Pompei.
Nella prima metà del Novecento si mirò ad eliminare tutte le aggregazioni e le aggiunte strutturali dell'epoca barocca cercando di ripristinare la chiesa originaria. Tra il 1901 e il 1925 fu costruito un nuovo ciborio sul modello di quello della Basilica di San Nicola a Bari da parte di Ettore Bernich, fu apposta una vetrata policroma raffigurante l'Immacolata. Inoltre fu liberato del palco il basamento della Cattedrale inserito a causa del dislivello di un metro tra il pavimento della chiesa e il manto stradale dovuto alla distruzione di Ruvo del Medioevo. Nel 1925 fu riedificato l'Episcopio dall'ingegnere Sylos Labini. Furono eliminate tutte le cappelle di cui l'ultima, quella del Santissimo Sacramento, solo nel 1935 ricostruendo così il muro delle due navate e conferendo una maggiore spazialità interna. Inoltre le tombe dei vescovi sepolti nella Cattedrale e collocate sul pavimento furono addossate alle pareti.

## Descrizione

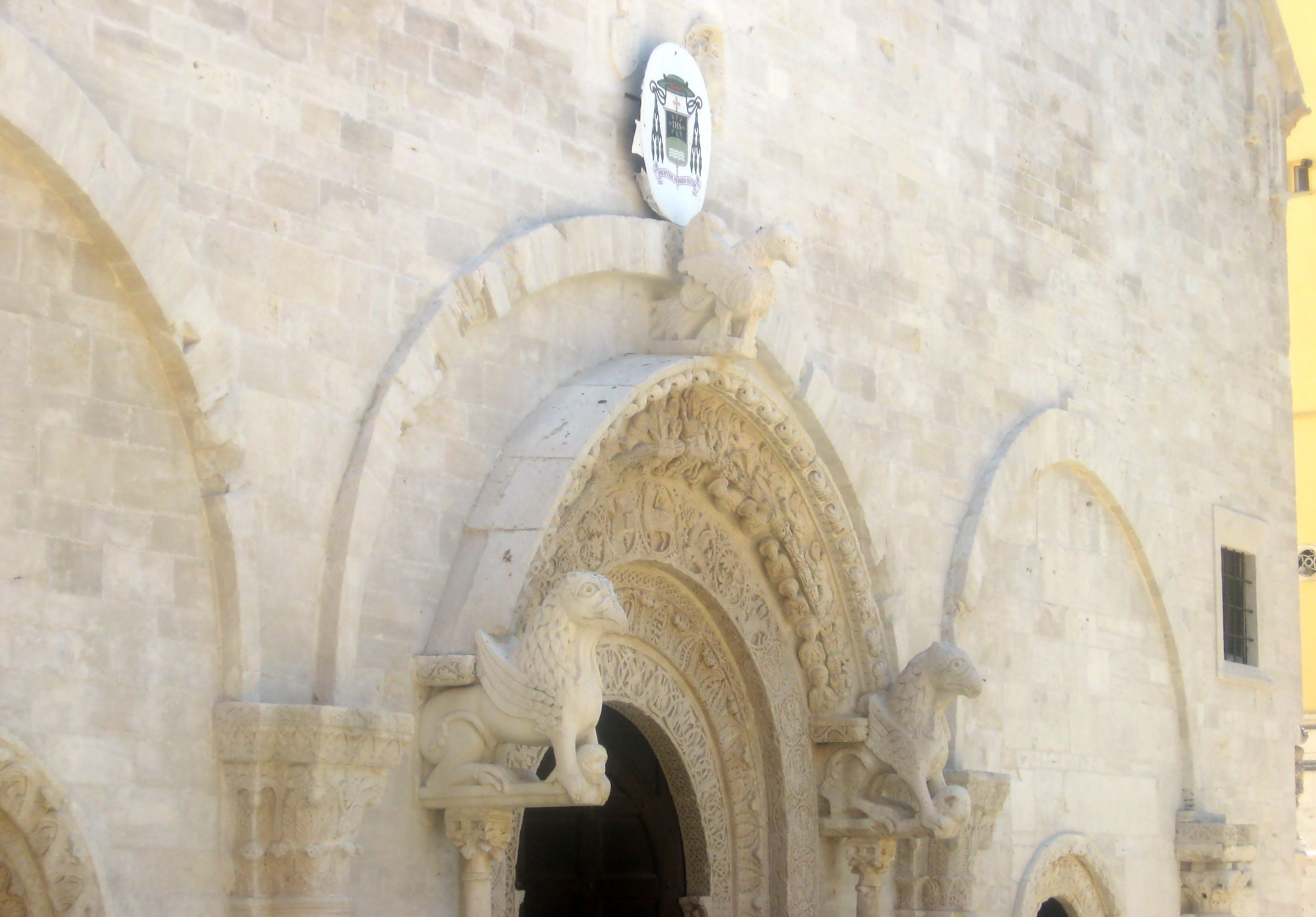
Il portale centrale

### Facciata

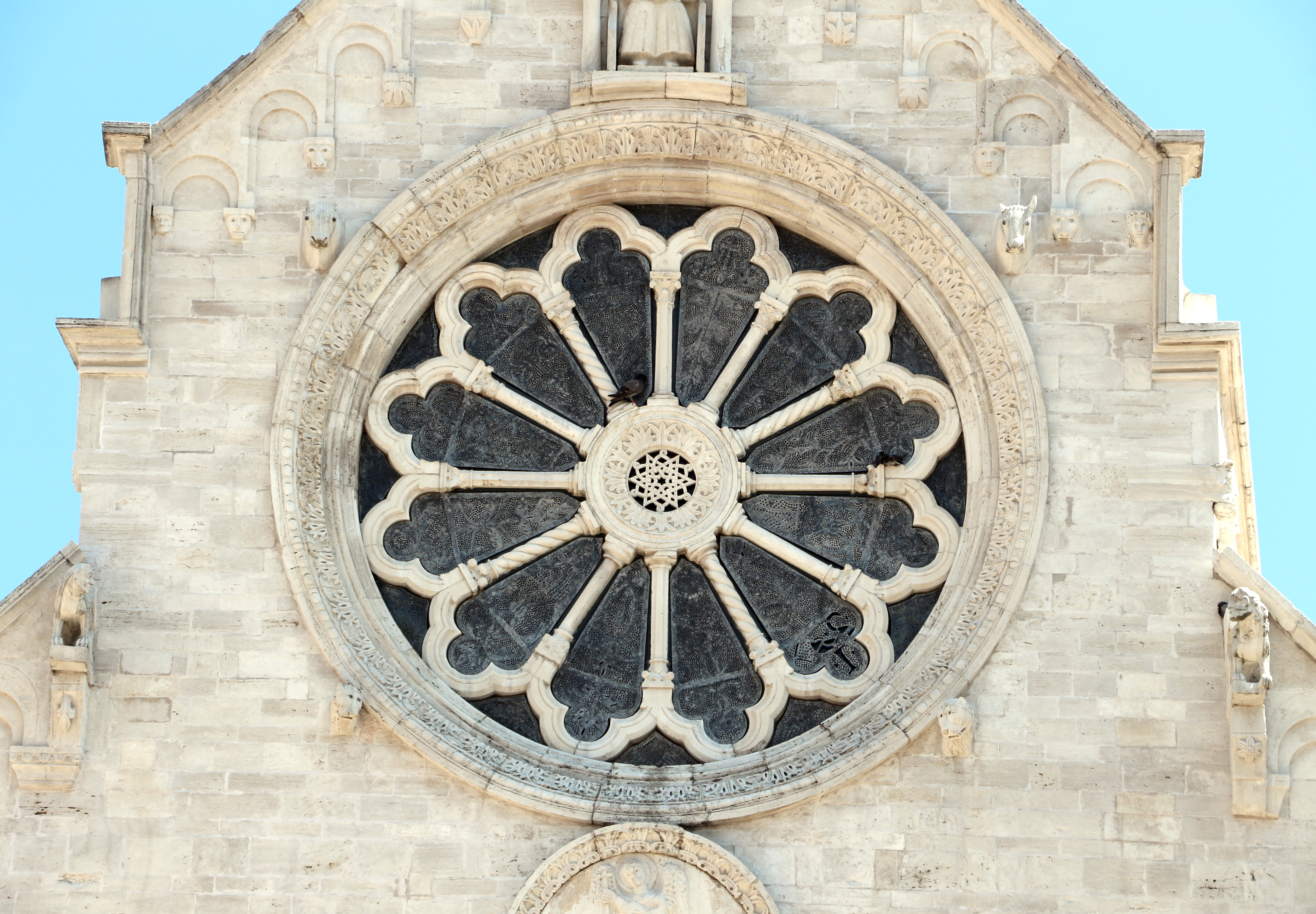
Il caratteristico rosone della Cattedrale

Portale del duomo

La facciata è a salienti, tipicamente romanica, con tre portali opera di artisti locali: il centrale è il più grande ed è arricchito con bassorilievi nell'intradosso. Nell'arco esterno sono raffigurati il Cristo affiancato da due pellegrini, dalla Madonna e da San Giovanni Battista e attorno a loro sono disposte delle figure angeliche e i dodici apostoli. Nel secondo arco è centrale la figura dell'Agnus Dei (simbolo dell'innocenza del Cristo) affiancata dai simboli dei quattro Evangelisti. Nell'arco interno sono scolpiti due pavoni nell'atto di beccare un grappolo d'uva, simbolo dell'eucaristia. Il portale centrale è inoltre fiancheggiato da due colonnine sormontate da grifi (simboli del volo dell'anima verso Dio) che poggiano su dei leoni stilofori (simbolicamente di guardia alla chiesa) a loro volta sostenuti da dei telamoni. I due più piccoli e poveri portali laterali sono individuati da due mezze colonne che forniscono l'appoggio per due archi a sesto acuto.
La facciata è adornata con vari manufatti lapidei e trova la sua decorazione migliore in una bifora con il bassorilievo dell'Arcangelo Michele che sconfigge il demonio preceduto da un piccolo rosone centrale traforato e circondato da creature demoniache e angeliche, interpretabile come ruota della fortuna. Sono presenti vari archetti pensili con figure umane, zoomorfe e fitomorfe. Il grande rosone a dodici colonnine, lavorate variamente e sovrapposte ad una lamina metallica lavorata finissimamente al traforo in una bottega locale, risalente al Cinquecento, è il protagonista della facciata. Sopra il rosone si trova il sedente figura enigmatica da taluni identificato come Roberto II di Bassavilla (il finanziatore della chiesa). Al culmine della facciata è presente la statuetta del Cristo Redentore che impugna una bandierina segnavento.

#### Dettagli della facciata nelle foto di Paolo Monti, 1970

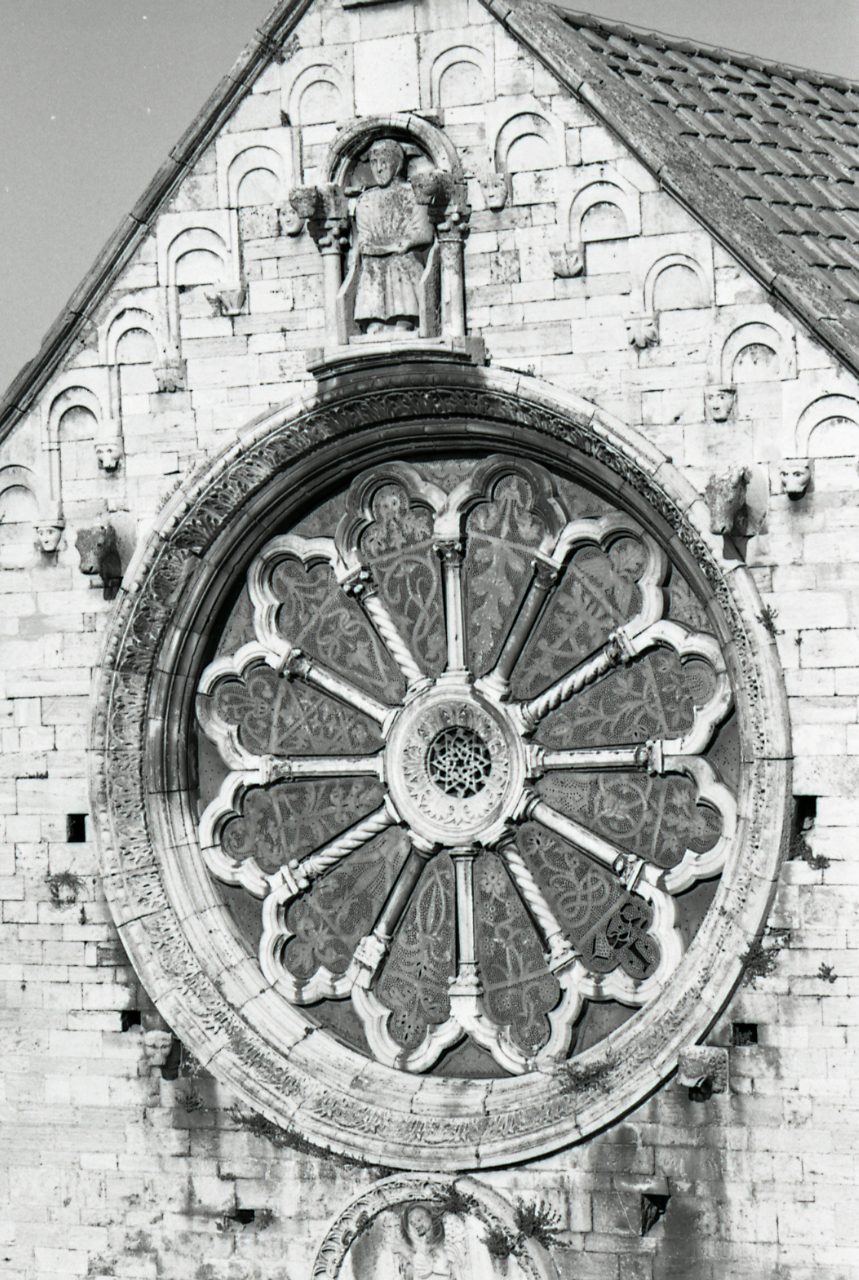
Rosone
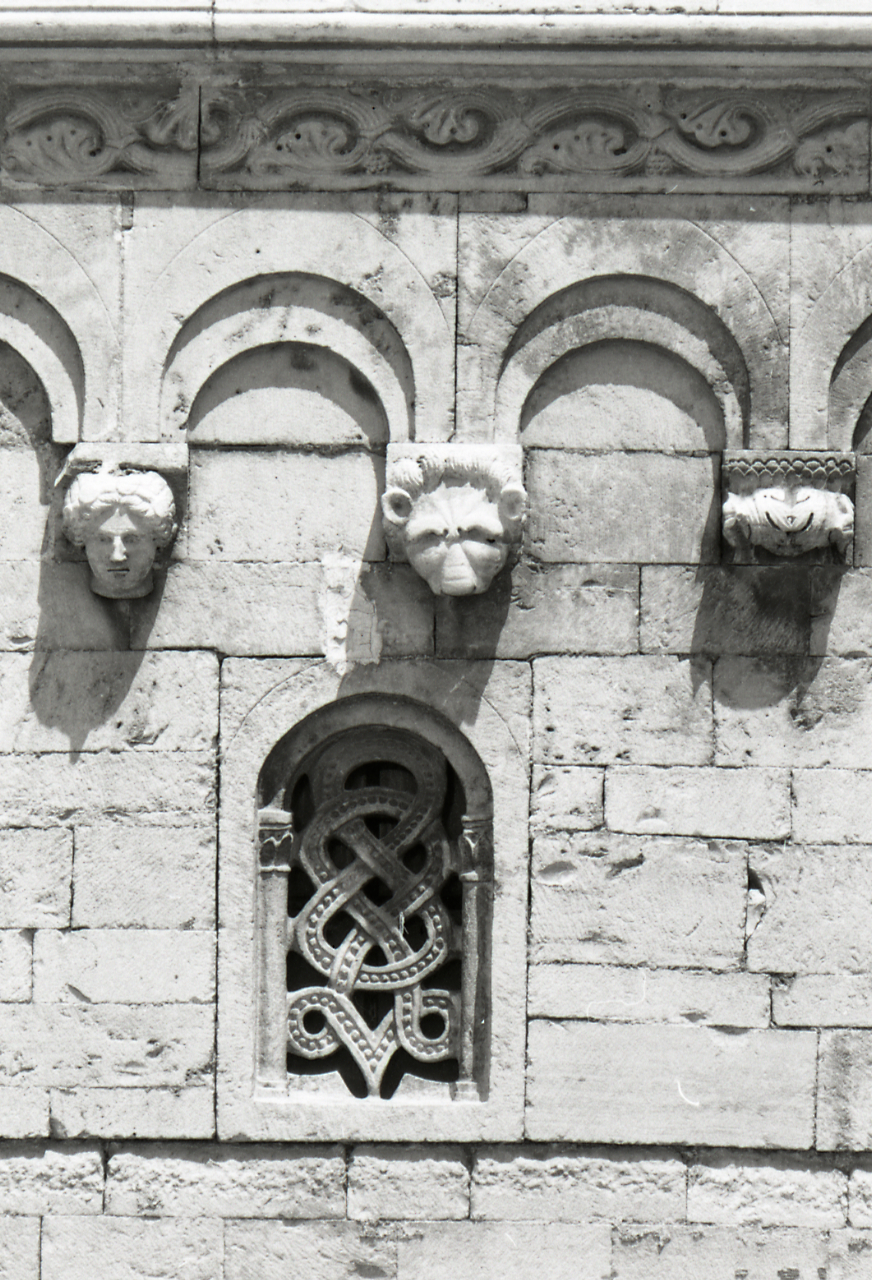
Archetti pensili con finestra
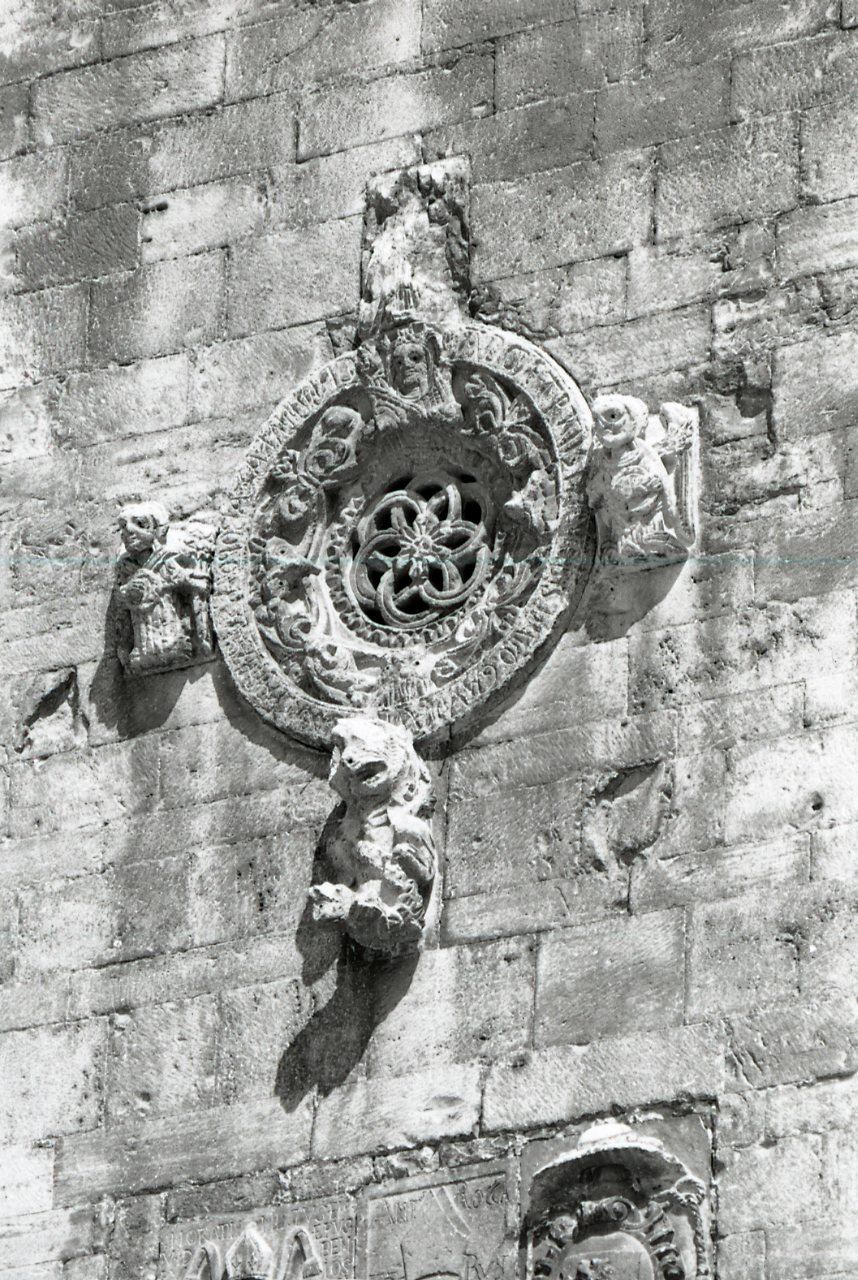
Bassorilievo (ruota della fortuna)

### Interno

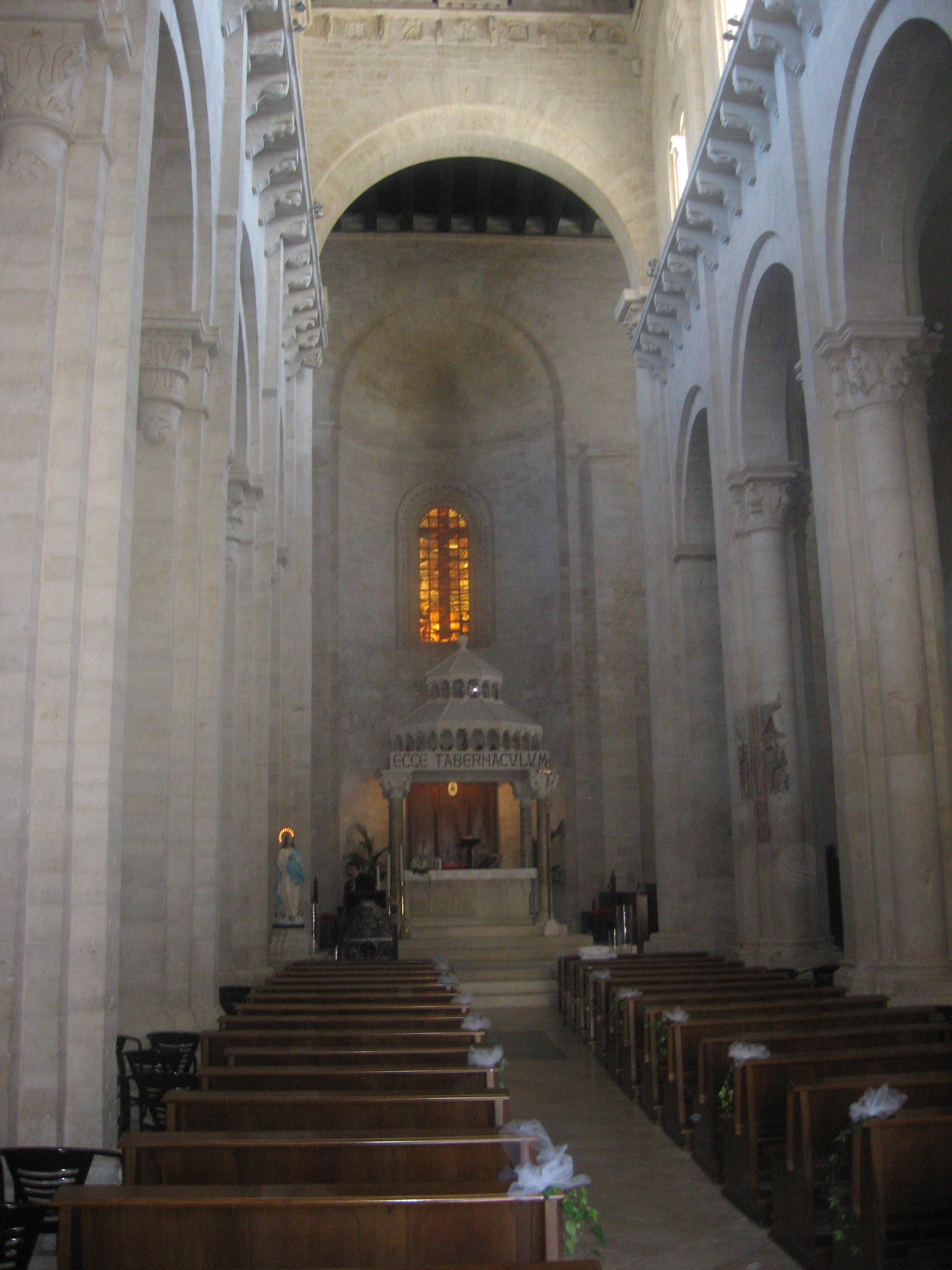
La navata centrale

L'interno è suddiviso in tre navate, sfocianti in tre absidi, e in un transetto trasversale alle navate seguendo dunque la pianta a croce latina. La navata centrale è la più grande ed è circondata in alto da un falso ballatoio (si tratta in realtà di una mensola-cornicione interno) che si poggia su due file di colonne, ognuna diversa dall'altra e di diversa provenienza. Inoltre le colonne di destra sono cruciformi e di maggior valore artistico rispetto a quelle squadrate di sinistra. Sulle colonne destre sono rappresentate scene e storie i cui protagonisti sono uomini o animali mitologici mentre su quelle sinistre sono rappresentati motivi floreali. In fondo alla navata centrale vi è il bellissimo ciborio realizzato nel XIX secolo su disegno dell'architetto Ettore Bernich e che si ispira a quello della basilica di San Nicola a Bari. Inoltre la navata centrale e il transetto sono coperti da una copertura a capriate, mentre le navate laterali da una volta a crociera.
L'aspetto odierno della costruzione è il risultato dei restauri dell'inizio del XX secolo che furono attuati all'insegna del ritorno alle forme medievali. Con i restauri furono abbattuti quasi tutte le cappelle e di questi lavori rimangono solo due rientranze nella navata sinistra e sono la nicchia del Sacro Cuore di Gesù (XIX secolo) e l'attuale cappella del Santissimo Sacramento (da non confondersi con lo storico Cappellone intitolato allo stesso Culto).
Numerose sono le opere d'arte custodite: la statua in legno policromo e intagliato di San Biagio, patrono della città, fine lavoro d'ebanisteria del XVI secolo lavorato finemente con lamina d'oro, rappresenta il santo in abito vescovile dotato di un pastorale proveniente dall'oreficeria napoletana e donato dal vescovo Andrea Taccone; il reliquario dello stesso santo di Sebaste in argento; un affresco raffigurante la Vergine col Bambino e San Sebastiano risalente al XV secolo, la tavola firmata ZT della Vergine di Costantinopoli commissionato dalla famiglia Pagano-De Leo; lo splendido crocifisso ligneo del XVI secolo; la statua in pietra del XVI secolo di San Lorenzo; l'affresco del XV secolo la Madonna in trono con il Bambino e il Martirio di S. Sebastiano; una tela della bottega di Marco Pino da Siena raffigurante l'Adorazione dei pastori; tracce di affreschi raffiguranti alcuni santi e la Madonna della misericordia.

### Tesoro
Del tesoro della concattedrale fanno parte numerosi pezzi d'argenteria e di manifattura tessile (paramenti sacri); tra i primi sono da notare un ostensorio con statua fusa a figura intera della Fede, una croce astile d'argento e varie suppellettili sacre d'argento quali calici, patene e pissidi. Nella Cattedrale è inoltre conservata una statua argentea di San Rocco, opera del napoletano Giuseppe Sammartino.

### Ipogeo

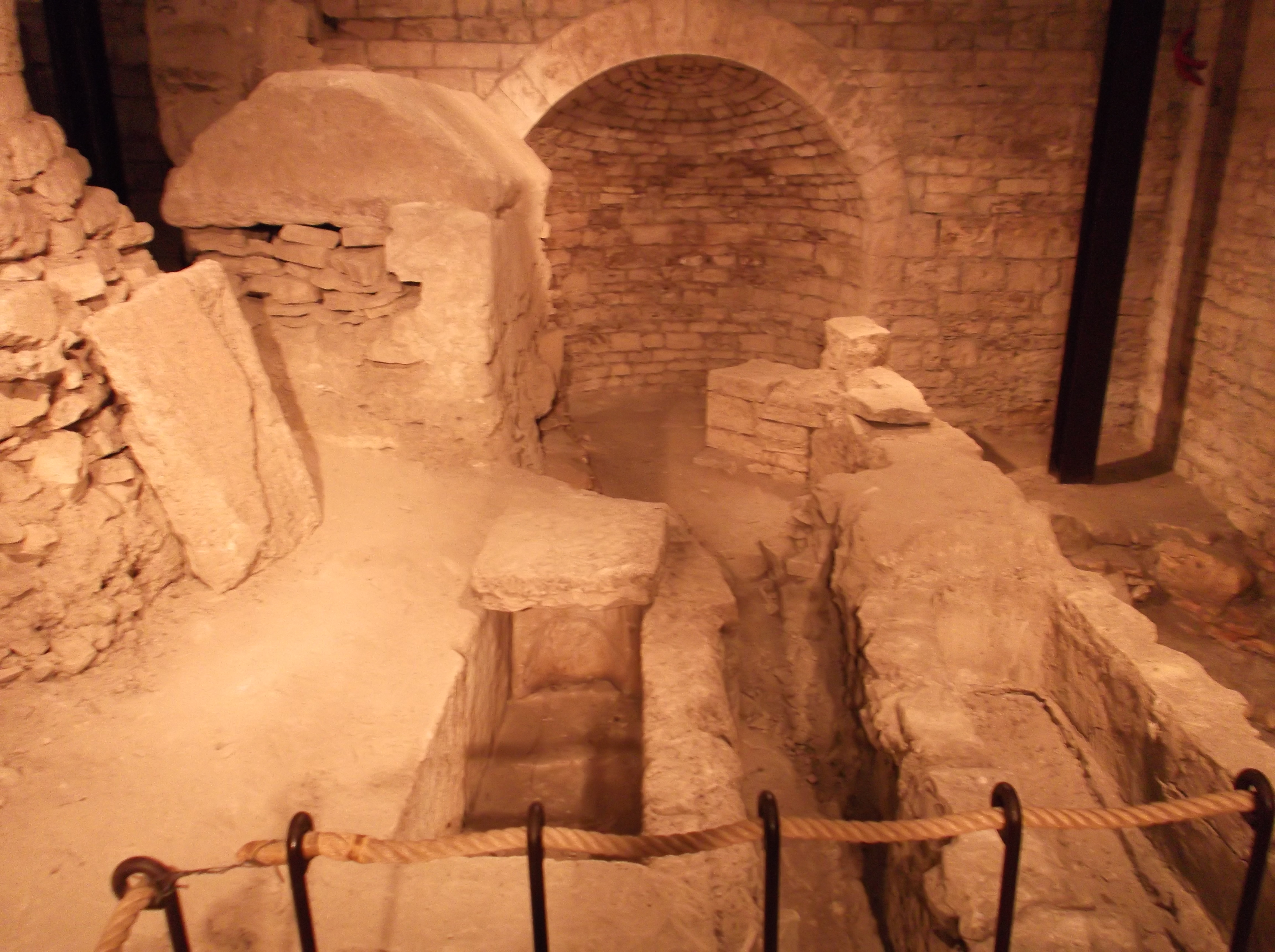
Tombe rinvenute nell'ipogeo

Il patrimonio sotterraneo della cattedrale di Ruvo è rimasto nascosto per secoli fino al 1925, quando durante i lavori di ristrutturazione emersero alla luce alcune monofore. Tuttavia nel 1935 con l'abbattimento della cappella del Santissimo Sacramento occorse abbassare la quota di calpestio del transetto e delle navate. La nuova pavimentazione però si rivelava in continuazione umida e bagnata, così le indagini condotte tra il 1974 e il 1975 portarono alla scoperta del ricco sottosuolo. Si può dunque ritenere che la cattedrale fu costruita sulle macerie di un luogo da sempre frequentato nel corso dei secoli da peuceti, romani e dalla popolazione medievale. Nell'ipogeo infatti furono ritrovate tombe risalenti a queste civiltà e sepolture di affiliati alle confraternite locali. Dell'età peuceta sono pervenute alcune tombe con uno scarso corredo funebre ma che possono far pensare ad una zona adibita a necropoli e abitato per via della presenza di una fornace. All'epoca romana risalgono invece i due pavimenti a mosaici ritrovati, i quali possono ricondurre all'esistenza di una domus sorta nel II secolo e ampliata nel III. Dall'età medievale provengono le due tombe ricche di monili, inoltre alla stessa epoca risalgono alcuni pilastri di un antico edificio o chiesa sui quali poggia la stessa cattedrale.

## Campanile

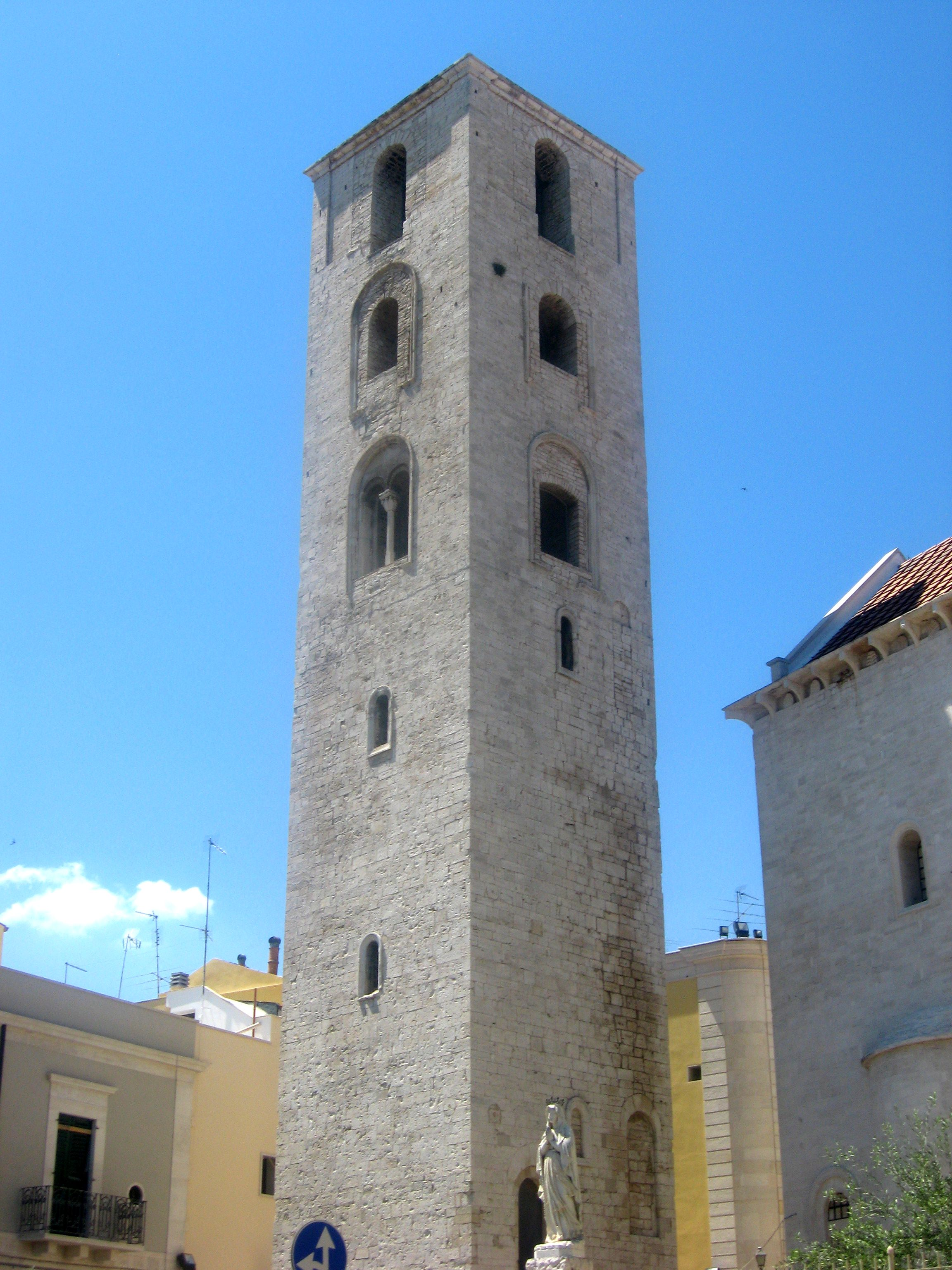
Il campanile della concattedrale visto dal retro

Il campanile fu costruito intorno all'anno 1000, prima della concattedrale, con funzione di torre difensiva e di vedetta tanto che da questa struttura era possibile tenere sotto controllo la pianura fino all'Adriatico. Inizialmente la torre era composta di soli tre piani, poi nel XVIII secolo furono aggiunti altri due piani copiando lo stile dei vani originari. La torre dunque rientrò nel sistema difensivo dell'antico borgo di Ruvo per poi diventare campanile con l'edificazione della Concattedrale, il cui transetto dista solo 2,5 metri. Il fabbricato misura 6 metri per lato ed è alta 36,85 metri. A 5 metri al di sotto del livello del suolo è presente una cisterna per la raccolta dell'acqua piovana, all'epoca indispensabile per la sopravvivenza in caso di assedio. Nel periodo post-unitario il campanile fu dichiarato monumento nazionale italiano. La torre, a pianta quadrata, regge tre campane di 18 quintali.